# オリーヴ・オイル (曲)
「オリーヴ・オイル」は、日本の歌手である沢田研二の62枚目のシングルである。1997年6月10日に東芝EMIのイーストワールドより発売された。

## 解説
- 同年発売のアルバム『サーモスタットな夏』からの先行シングル。
- デジタルサウンドを大きく取り入れており、作曲者の吉田光が在籍していたDER ZIBETのテイストを活かした作品となっている。
- タイトルは愛液のメタファーである。沢田が覚和歌子に作詞を依頼する際に「『オリーブオイルマッサージ』というタイトルで」という注文をつけたが、覚から「いやらしいイメージになるので」と逆提案され採用された。

## 収録曲
- 全作詞:覚和歌子／作曲:吉田光／編曲:白井良明

1. オリーヴ・オイル
2. 僕がせめぎあう